# Champanges
Champanges este o comună în departamentul Haute-Savoie din sud-estul Franței. În 2009 avea o populație de 853 de locuitori.

## Evoluția populației
| An        | 1975 | 1982 | 1990 | 1999 | 2006 | 2009 |
| --------- | ---- | ---- | ---- | ---- | ---- | ---- |
| Populație | 457  | 587  | 706  | 753  | 824  | 853  |